# フルノー (ロワール県)
フルノー （Fourneaux）は、フランス、オーヴェルニュ＝ローヌ＝アルプ地域圏、ロワール県のコミューン。

## 歴史[2]
フルノーはローマ街道の近くが発祥の地である。その街道はルグドゥヌム（リヨン）とロドゥムナ（ロアンヌ）の間を走っていた。プラ・クピー集落の西側にある牧草地でおよそ2km、今も街道の痕跡をたどることができる。ローマ時代の陶器の破片が近くで発見されている。
教区はロアンネ地方最古のものの1つである。サヴィニー修道院の特許状台帳は、1020年にフルネルのサン・ミシェル教会について報告している。フランス革命までは、教区の土地はそれぞれ異なる領主に依存していた。フォルジュ家とオブパン家である。
19世紀、フルノーではシフォンやサテンといった織物が生産されていた。また、タラール社のためかぎ針編み刺繍も作られていた。重要な繊維産業は、合成繊維テルガルで織られたヴェールやシルク工場とともに維持されていた。これにより、村で提供される産業の雇用は、1970年代から1980年代にかけて増加していた。

## 人口統計
| 1962年 | 1968年 | 1975年 | 1982年 | 1990年 | 1999年 | 2005年 | 2014年 |
| ------ | ------ | ------ | ------ | ------ | ------ | ------ | ------ |
| 606    | 565    | 508    | 490    | 528    | 548    | 632    | 607    |

参照元:1962年から1999年までは複数コミューンに住所登録をする者の重複分を除いたもの。それ以降は当該コミューンの人口統計によるもの。1999年までEHESS/Cassini、2006年以降INSEE。

## 史跡

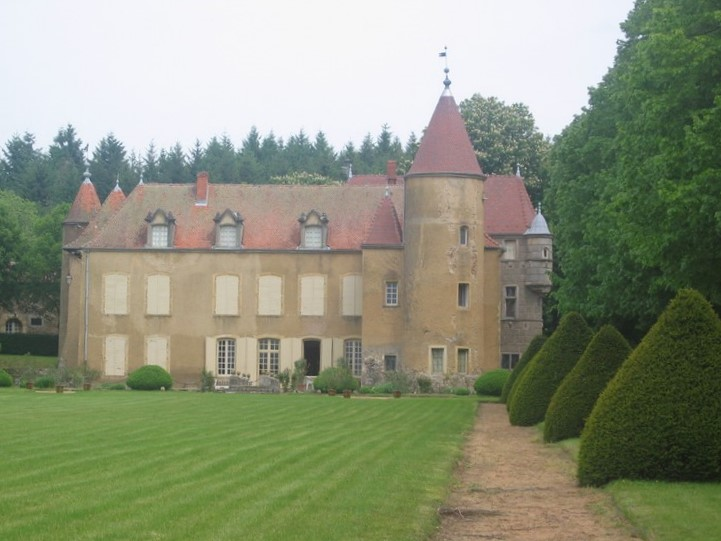
オブパンのシャトー
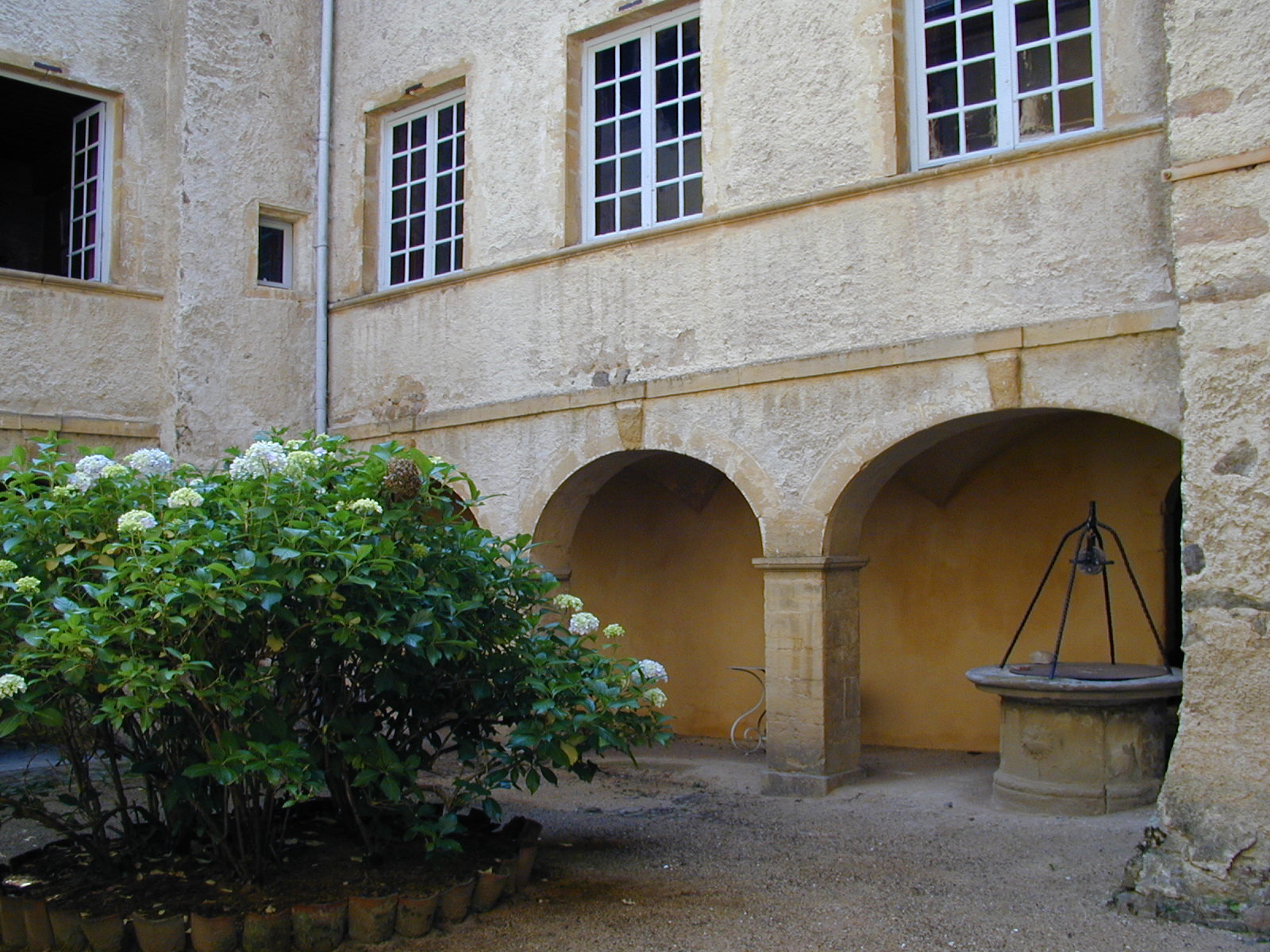
サロンのシャトーのアーケード
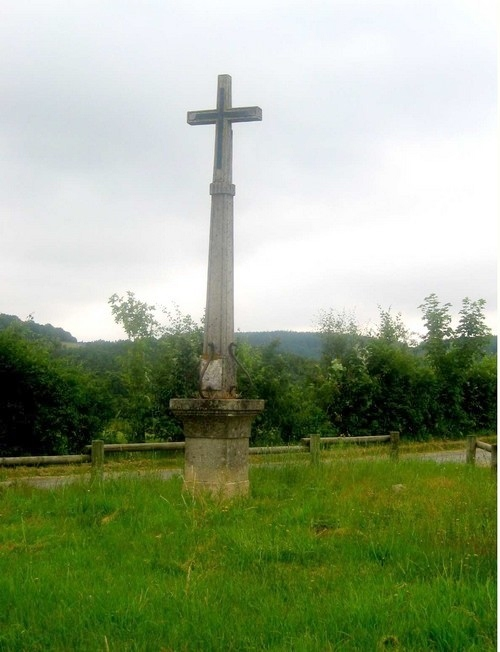
プラ・クピーの十字架